# Kim Richey
Kim Richey (Zanesville, 1 de diciembre de 1956) es una cantautora estadounidense.

## Vida
Entroncada en el movimiento musical surgido en los años noventa bajo la denominación de ‘new’ o ‘insurgent country’ y ya posteriormente y etiquetado como americana (música). 
Nace en la población de Zanesville, en el estado de Ohio. Con apenas dos años y a la muerte de su padre, su familia se traslada a la ciudad de Dayton, en el mismo estado, donde da sus primeros pasos musicales actuando en cafés de la localidad, formando parte de un trío de folk donde canta y toca la guitarra. 
En los primeros ochenta, mientras estudia en la Universidad de Western Kentucky, entabla amistad con un compañero de estudios, Bill Lloyd, con quien decide formar un grupo de música pop. Bill Lloyd, quien también desarrollará su propia carrera musical, será una de sus principales influencias musicales reconocidas y la iniciará en la creación musical. Será en esa época cuanto Kim Richey decidirá dedicarse profesionalmente a la música. 
Al disolverse la banda, Kim Richey se traslada nuevamente a Ohio, su estado natal, en cuya Universidad finalizará los estudios de Educación Medioambiental. A partir de ese momento inicia un largo trayecto por diferentes estados y países, realizando los más variados oficios. En 1986 experimenta su primera aparición discográfica como vocalista de acompañamiento en la ópera prima individual de su amigo Bill Lloyd. Finalmente recala en Nashville, principal centro de la industria musical del country, donde tras una exitosa estancia en los escenarios y en contacto con los medios del negocio musical, pone en marcha su obra discográfica.
Obra musical: 
Sus dos primeros discos, el autotitulado Kim Richey de 1995 y Bitter Sweet, de 1997, son los más próximos a una línea reconocible de country rock y serán también los únicos que tendrán un relativo éxito comercial, apareciendo de manera modesta en los 'charts' de ventas. Esta falta de éxito comercial que contrasta con la buena valoración de la crítica especializada, será ya una constante en su carrera posterior. Con la salida en 1999 de su tercera producción, Glimmer se produce un giro hacia una música más elaborada y próxima a la de músicos como John Hiatt y Joni Mitchelle. Este nuevo sonido ya alejado de sus raíces iniciales y de difícil etiqueta, se reforzará con la aparición en 2002 de Rise y con la aparición de Chinese Boxes en el verano de 2007, última producción hasta la fecha.
Esta evolución estilística se ha producido sin abandonar sus principales señas de identidad musical, la utilización de sus propias creaciones, en solitario o en compañía de sus colaboradores y el uso de armonías con referencias a la música pop de los años sesenta y primeros setenta del siglo pasado. En el año 2004, el sello discográfico independiente 'Lost Highway Records' le produce un recopilatorio bajo el nombre de The Collection. Como autora, ha visto como se incorporaban algunas de sus canciones a series televisivas y a la discografía de cantantes y grupos de mayor éxito comercial, como Dixie Chicks y Patty Loveless, entre otros.